# Hoşap
Hoşap (von kurdisch Xoşab; dt. Schönes Wasser auch Mahmûdî Kalesi oder Narin Kale) ist eine Burgruine in der türkischen Provinz Van. Sie liegt in der Nähe des Dorfes Güzelsu, dessen türkischer Name ebenfalls Schönes Wasser bedeutet.

Die Burg liegt auf der Schnellstraße D975 von Van nach Hakkâri bei der Kilometerzahl 60 auf einer Erhöhung am Fluss Güzelsu.

## Geschichte
Die Ursprünge der Burg sind urartäisch. Die Burg wurde durch die Jahrhunderte von verschiedenen Zivilisationen benutzt. Die heutige Form der Burg stammt aus dem Jahre 1643. Bauherr war damals der kurdische Fürst Mahmudi Süleyman, der ein Vasall der Osmanen war.
Aktuell ist die Ruine ein beliebtes Ausflugsziel. Die Burg war 2008 wegen Baufälligkeit geschlossen, wurde aber aufwendig restauriert und wiedereröffnet (Stand Oktober 2010).

## Anlage
Ursprünglich gehörten zur Burganlage zwei Moscheen, Vorratskammern, mehrere Bäder (Hamam), mehr als 300 Zimmer und ein Kerker.
In dem Roman „Die Ararat Legende“ von Yaşar Kemal finden die beiden Hauptpersonen Ahmet und Gülbahar auf der Burg „Hoşap“ Zuflucht vor dem Pascha.

## Galerie

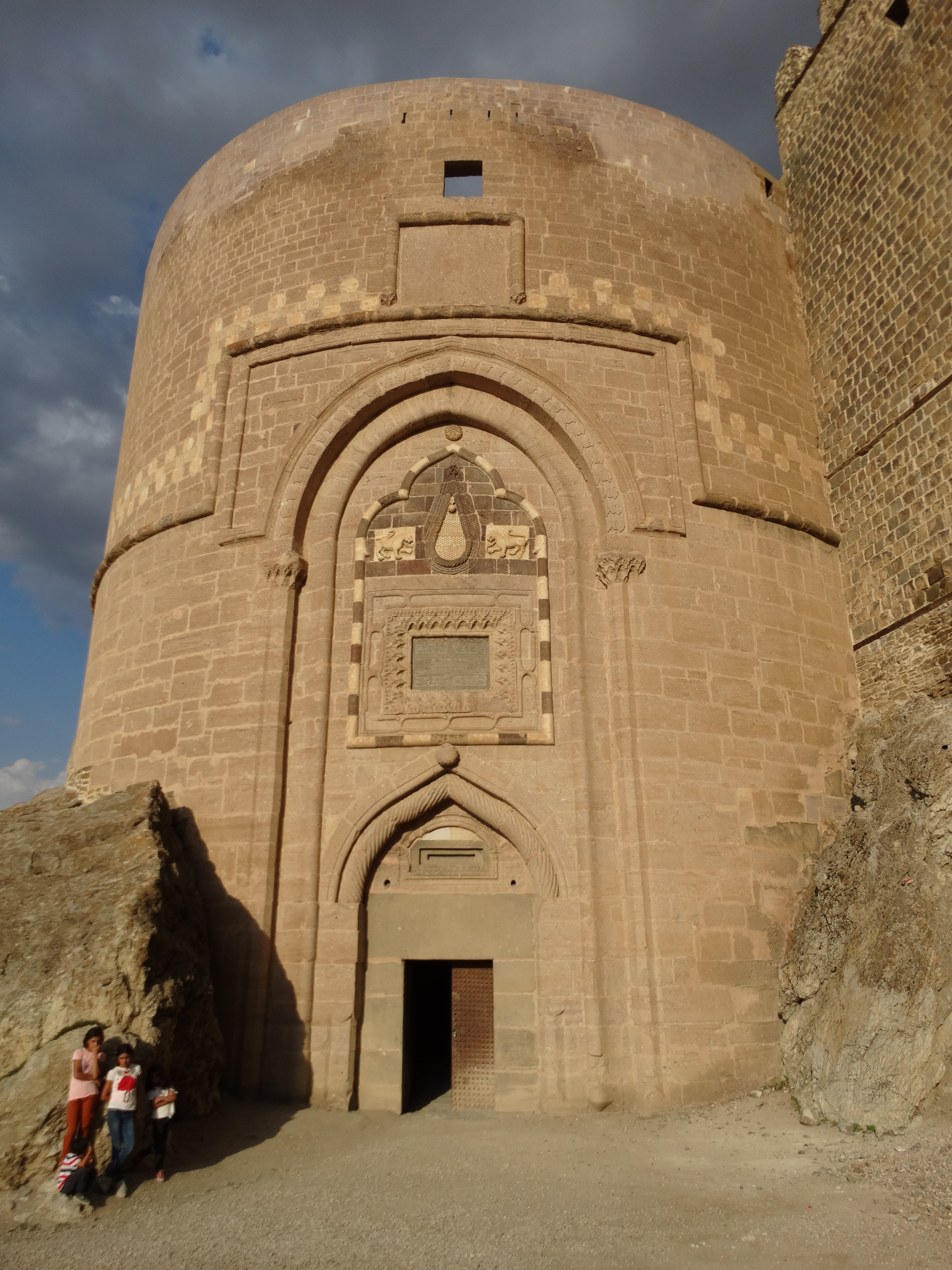
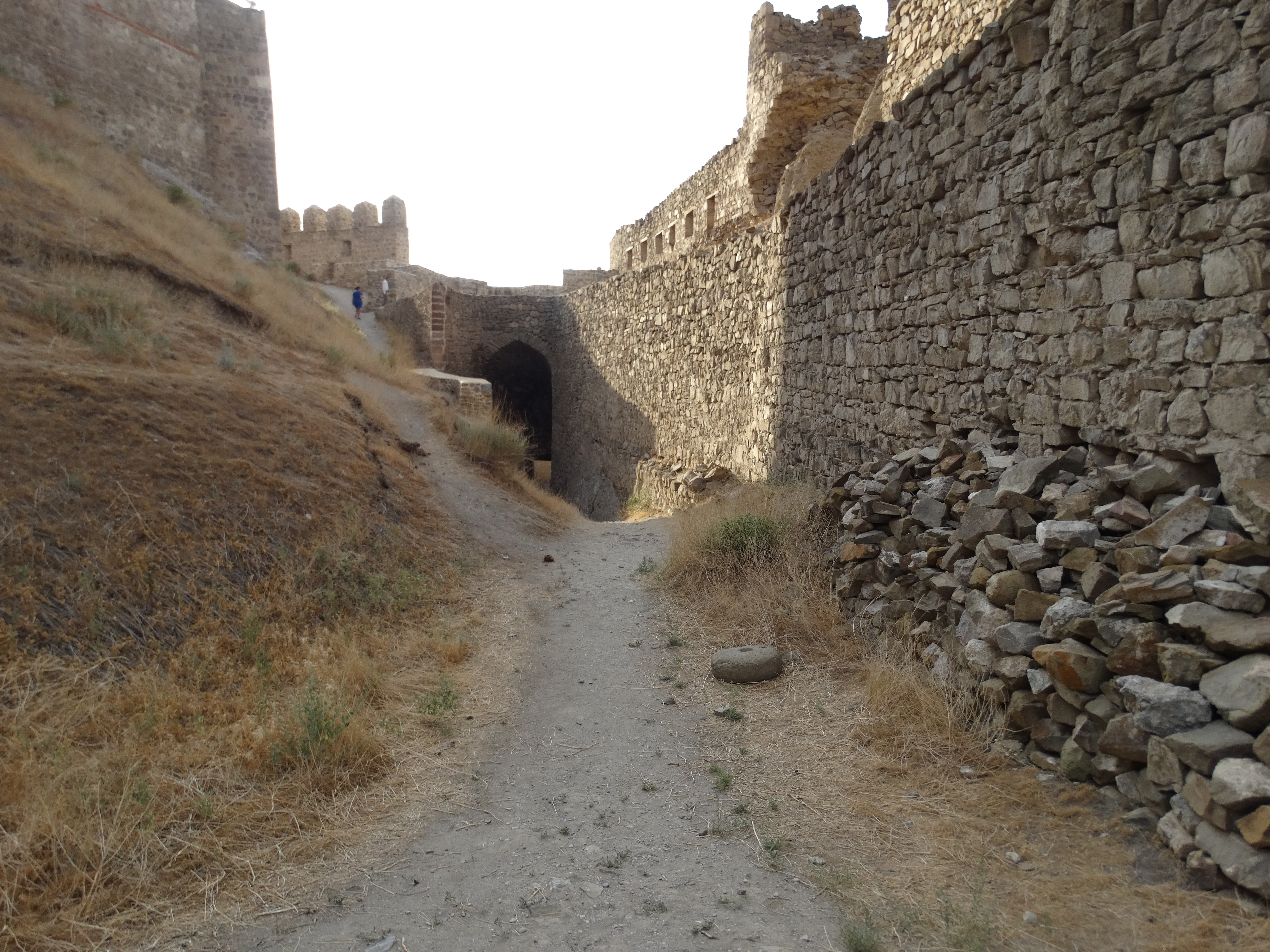
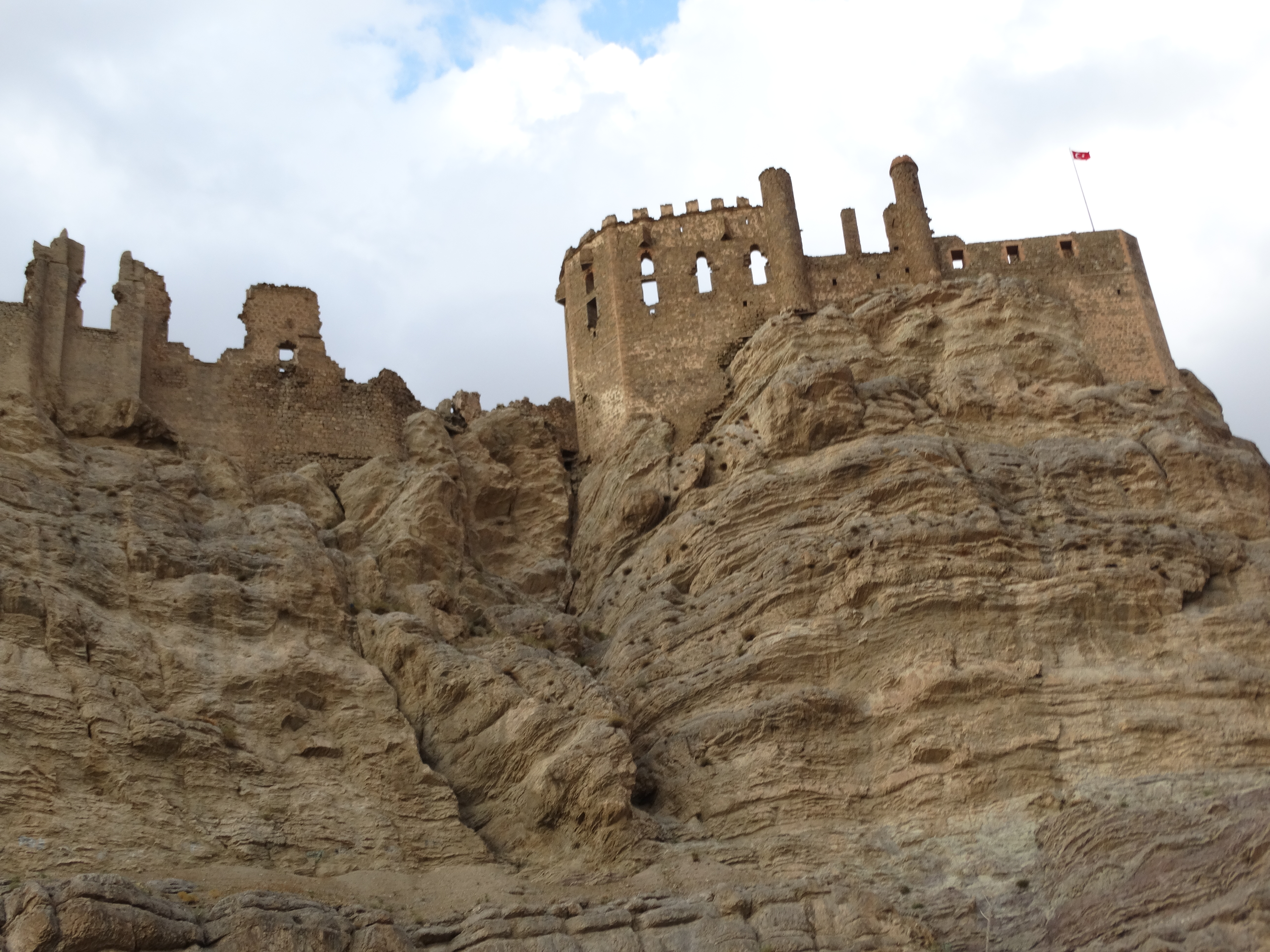
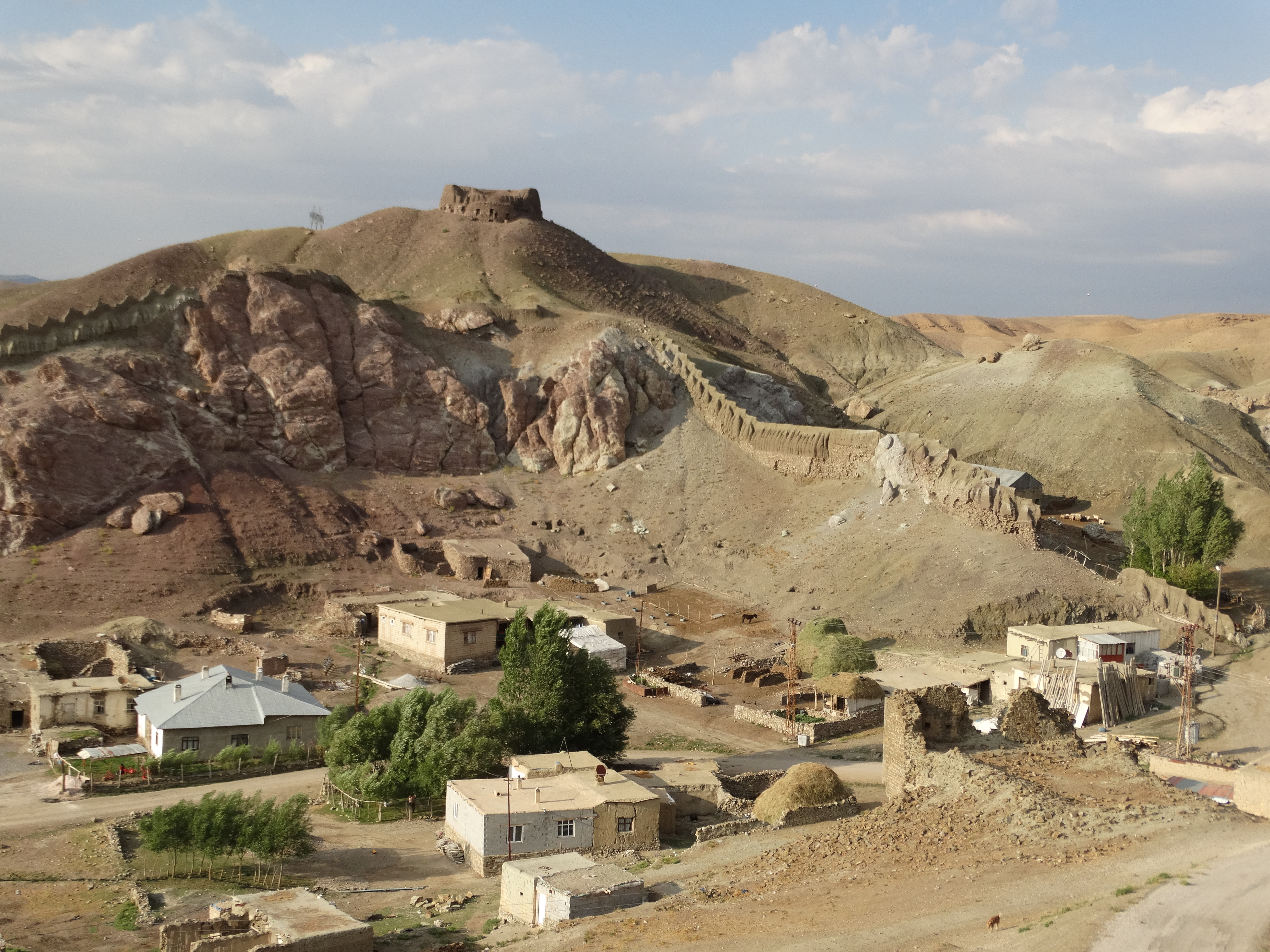
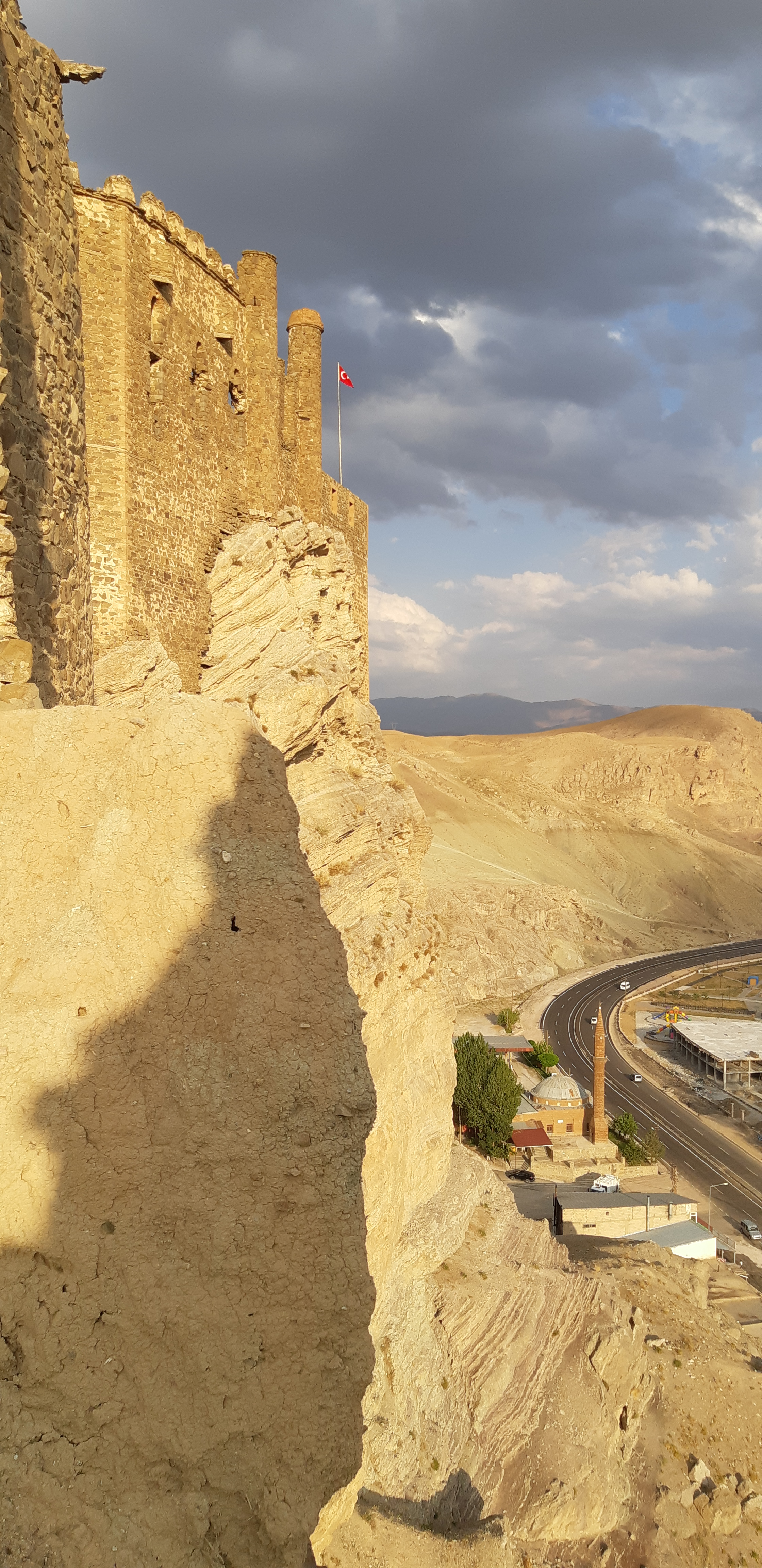